# Топонимия Люксембурга

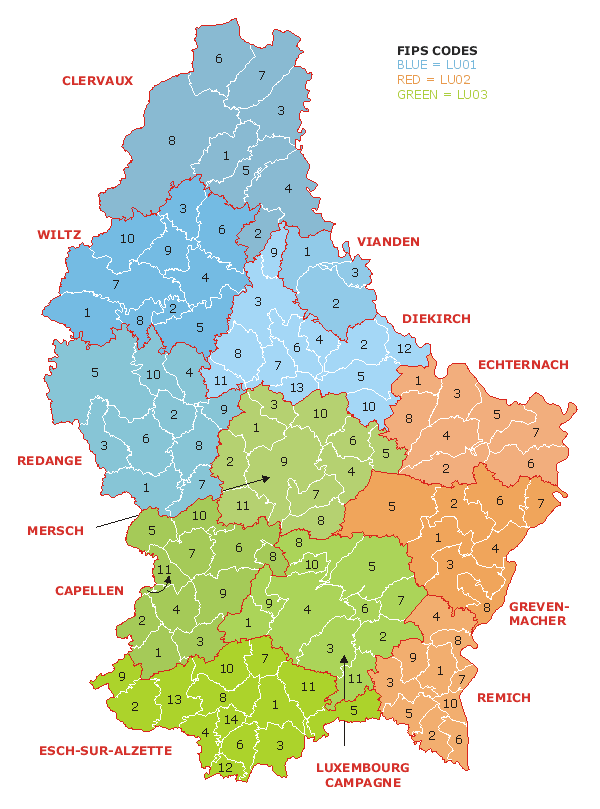
Административное деление Люксембурга

Топонимия Люксембурга — совокупность географических названий, включающая наименования природных и культурных объектов на территории Великого Герцогства Люксембург. Структура и состав топонимии Люксембурга обусловлены географическим положением и богатой историей страны.

## Название страны
Город Люксембург впервые упоминается в 738 году как Люцилинбург(Lucilinburh) от древневерхнемецкого -luzil — «малый» и -burg — «укрепленный город, замок», то есть «малый город». В дальнейшем именовался Лютцельбург, Лютцембург и в 1354 году — впервые Люксембург. Последняя форма после Венского конгресса 1815 года, когда Великое Герцогство Люксембург получило независимость, была принята в качестве официальной: фр. Luxembourg, нем. Luxemburg.

## Формирование топонимии
По оценке В. А. Жучкевича, старая топонимия Люксембурга имеет преимущественно германское происхождение. К топонимам с немецкими формантами относятся собственно Люксембург, а также Зауэр, Дикирх, Гревенмахер, Ремих и другие. В целом в топонимии Люксембурга преобладают немецкие названия такие как Вассербилиг, Консдорф, Эхтернах, Ассельборн, Эттальбрук, Штейфорт и другие. Ряд немецкоязычных топонимов был заменён франкоязычными, как например Реданж (ранее — Рединген), Дюделанж (Дюдельген), Беттамбург (Беттенбург), Ларошет (Фельс), Труавьерж (Ульфинген), Петанж (Петинген), Рюмеланж (Рюмельген) и другие. Жучкевич отмечает также наличие в Люксембурге границы (точнее — довольно широкой пограничной полосы) между романским и германским топонимическими ареалами, проходящей примерно по линии железной дороги Льеж — Люксембург, при этом в восточной части преобладают германские, а в западной — романские топонимы.

## Состав топонимии

### Гидронимы
- Мозель — гидроним немецкого происхождения, по-видимому, является антропотопонимом от фамилии Мозель, которая, в свою очередь, образована от немецкой модификации имени Моше (Моисея) — еврейского пророка, который освободил свой народ от египетского рабства[4];
- Зауэр — гидроним немецкого происхождения, восходит к восходит к слову Sauer, имеющему несколько значений: «гусиные, заячьи потроха в уксусе», «кислое тесто, закваска», «творог»[5];
- Эрнц-Нуар — гидроним происходит от древневерхненемецкого корня женского рода -ara («слияние, приток») с добавлением суффикса -nt и французского форманта -noir («чёрный»). Корень -ara образует ряд названий рек, например реки Аре в Швейцарии[6]. Первоначальное название Аренца (Arenza) или Аринца (Arinza) постепенно трансформировалось в языке и к концу XI века оформилось как Эринца (Erinza);
- Оур — гидроним немецкого происхождения, этимология точно не установлена;
- Блес — этимология точно не установлена;
- Варк — этимология точно не установлена;
- Аттерт — этимология точно не установлена;
- Айш — этимология точно не установлена, благодаря нахождению в её долине 7 замков в начале XX века получила неофициальное название «Долина семи замков»[7];
- Мамер — этимология точно не установлена;
- Мес — гидроним французского происхождения, этимология точно не установлена;
- Вильц — гидроним кельтского происхождения, означает «поток»[8];
- Клерф — этимология точно не установлена;
- От-Сюр — гидроним французского происхождения, этимология точно не установлена.

### Ойконимы
- Клерво — топоним французского происхождения, от лат. Clara Vallis — «Ясная (Светлая) долина»;
- Дикирх — топоним германского происхождения, от «Diet-Kirch» («народная церковь»): в древненидерландском формант -thiuda, в древневерхненемецком -diot означают «народ»;
- Реданж-сюр-Аттерт — топоним французского происхождения, от гидронима Аттерт (буквально: «Реданж-на-Аттерте»);
- Вианден — топоним французского происхождения, от галльского vien — «скалистый»; на протяжении веков название варьировалось:Vienna (1096), Vianne (1136), Vianna (1138), Vienne (1193), Vianden (1220);
- Вильц — от одноимённого гидронима➤;
- Эхтернах — топоним германского происхождения, этимология точно не установлена;
- Гревенмахер — топоним происходит от латинского слова «Maceria», означающего «древние стены» и германского форманта -grafen или -greven, означающего «графство»;
- Ремих — топоним германского происхождения, римляне его именовали «Remacum», этимология точно не известна;
- Капеллен — этимология точно не известна;
- Эш-сюр-Альзетт — топоним французского происхождения, от гидронима Альзетт;
- Люксембург — см. Название страны➤;
- Мерш — топоним французского происхождения, об этимологии есть несколько версий; согласно одной, происходит от латинских формантов Marcius + acum (то есть «из области Marcius»), согласно другой — от латинского слова «marisca» — «болото». С 853 года известен под названием Marisch[9].

### Оронимы
- Бургплац — топоним немецкоязычного происхождения, буквально «городская площадь» (нем. Burgplatz);
- Кнайфф — этимология названия точно не установлена;
- Люксембургское плато — от названия страны (см. выше).

### Дримонимы
- От-Сюр (национальный парк) — от гидронима От-Сюр (см. выше).